# Rezá Símcháh
Madžíd Rezá Símcháh Asíl (* 1. února 1970 Naušáhr) je bývalý íránský zápasník – klasik.

## Sportovní kariéra
Zápasení se věnoval od útlého dětství. Později se specializoval se na řecko-římský styl. V roce 1988 jako 18letý mladík sbíral zkušenosti na olympijských hrách v Soulu ve váze do 48 kg. Na olympijských hrách v Barceloně v roce 1992 již patřil k favoritům na jednu z medaili. Od úvodního kola váhové kategorie do 48 kg potvrzoval výbornou připravenost. Doplatil však tehdejší turnajový systém, který zápasy rozděloval do tří dní. Druhý den měl před rozhodujícím zápasem o vítězství ve skupině s Italem Vincenzo Maenzou o 400 gramů více než byl limit jeho váhy. Z bojů o medaile tak byl hlavně chybou svého relalizačního týmu vyřazen.
Po skončení sportovní kariéry v druhé polovině devadesátých let se věnoval trenérské práci. Specializuje se na juniorské kategorie. V roce 2008 byl šéftrenérem íránského týmu klasiků na olympijských hrách v Pekingu.

## Výsledky
| Turnaj            | 1988 | 1989 | 1990 | 1991 | 1992 | 1993 | 1994 |
| Turnaj            | 18   | 19   | 20   | 21   | 22   | 23   | 24   |
| Turnaj            | -48  | -48  | -48  | -48  | -48  | -48  | -48  |
| ----------------- | ---- | ---- | ---- | ---- | ---- | ---- | ---- |
| Olympijské hry    | úč.  |      |      |      | 6.   |      |      |
| Mistrovství světa |      | ?    | ?    | 2.   |      | ?    | —    |
| Asijské hry       |      |      | 3.   |      |      |      | 2.   |
| Mistrovství Asie  |      | —    |      | 1.   | —    | úč.  |      |